# Hans-Gunnar Liljenwall
Hans-Gunnar Liljenwall (* 9. července 1941 Jönköping) je bývalý švédský moderní pětibojař. Byl členem klubu A6 IF.
Startoval na olympijských hrách 1964 v Tokiu, kde obsadil 11. místo v soutěži jednotlivců a 4. místo v soutěži družstev. Na mistrovství světa v moderním pětiboji 1967 získal s domácím týmem Švédska stříbrnou medaili. Na olympijských hrách 1968 v Ciudad de México byl původně klasifikován jako osmý mezi jednotlivci a třetí v soutěži družstev. Dopingová kontrola, která měla v roce 1968 na olympiádě premiéru, však odhalila v jeho krvi 0,81 promile alkoholu. Závodník poté uvedl, že před střeleckou částí soutěže vypil dvě piva (ovšem alkoholem se tehdy uklidňovali i další pětibojaři a u nikoho z nich koncentrace nepřekročila povolené hodnoty). Za použití zakázané látky byl Liljenwall jako první olympionik v historii diskvalifikován a o medaili kvůli němu přišlo i švédské družstvo.
Liljenwall se zúčastnil také mnichovské olympiády 1972, kde skončil na 25. místě v individuální soutěži a s týmem se umístil jako pátý.